# Rheumaptera affirmata
Rheumaptera affirmata là một loài bướm đêm trong họ Geometridae.